# Hiperhidrosis
La hiperhidrosis es una enfermedad caracterizada por una excesiva producción de sudor ecrino en uno o varios niveles del cuerpo, de forma crónica; condicionando las relaciones personales y las actividades sociales.

## Epidemiología
Esta alteración suele iniciarse en la infancia o la pubertad y generalmente dura toda la vida si no se realiza tratamiento. Se estima que el 3 % de la población padece hiperhidrosis primaria; afecta de igual manera a hombres y mujeres. Hasta el 40 % de los afectados tiene otro miembro de la familia con el mismo trastorno, por lo que es una enfermedad hereditaria.

## Causas
La hiperhidrosis suele ser enfocada casi siempre desde una perspectiva dermatológica. Sin embargo, sus causas basales no han podido ser dilucidadas de manera satisfactoria. Se cree que se produce por un sobreestímulo del sistema simpático, paralelo a la columna vertebral dentro del tórax, independiente de la temperatura ambiental. En sus formas más severas puede provocar hongos, descamación, mal olor, irritación y pigmentación de la piel.

## Cuadro clínico
Es una enfermedad caracterizada por un exceso de sudoración, producido por un fallo del sistema nervioso simpático (parte del sistema nervioso autónomo) originando que el organismo produzca más sudor del que necesita para regular la temperatura corporal. Muchas personas que presentan esta enfermedad ven afectada su calidad de vida y sienten pérdida de control sobre ella, ya que la transpiración se presenta independientemente de la temperatura y del estado emocional. 

## Clasificación
Según las regiones afectadas por exceso de transpiración, se distinguen: sudoración palmar, sudoración plantar, sudoración axilar y sudoración facial. Un fenómeno asociado a la sudoración facial es el rubor facial, que consiste en el enrojecimiento del rostro.
Según su origen se distingue: 
- Hiperhidrosis primaria sin causa evidente, puede iniciarse en cualquier momento de la vida.
- Hiperhidrosis secundaria puede deberse a trastornos de la glándula tiroidea o la pituitaria, infecciones, diabetes mellitus, tumores, menopausia o ciertos fármacos. En algunos casos, el rubor facial o la hiperhidrosis generalizada es causada por la insuficiente nutrición celular, la enfermedad de Wernicke, que puede afectar al hipotálamo, el centro regulador de la temperatura corporal, entre otras funciones.

Según su gravedad se puede clasificar:
- Hiperhidrosis severa.
- Hiperhidrosis moderada.  Esta se hace mediante el uso de la HDSS.[1][2]

HDSS (Hyperhidrosis Disease Severity Scale), es una escala que mediante una serie de preguntas en las que se toma en cuenta la tolerabilidad de sudoración y su interferencia con actividades de la vida cotidiana, determinan la gravedad de la hiperhidrosis y su rango de incapacidad hacia la calidad de vida. El paciente escoge el anunciado con el que mejor se identifica.                       
| HDSS                                                                                      |         |
| ----------------------------------------------------------------------------------------- | ------- |
| Pregunta: ¿Cómo catalogaría la gravedad de su hiperhidrosis?                              | Puntaje |
| Mi sudoración nunca es notable y no interfiere con mis actividades diarias                | 1       |
| Mi sudoración es tolerable, pero a veces si interfiere con mis actividades diarias        | 2       |
| Mi sudoración apenas es tolerable y frecuentemente interfiere con mis actividades diarias | 3       |
| Mi sudoración es intolerable y siempre interfiere con mis actividades diarias             | 4       |

Interpretación de puntaje:
4-3: Hiperhidrosis severa
2: Hiperhidrosis moderada
1: Ausencia de hiperhidrosis

## Tratamiento
- Solución de cloruro de aluminio (hexahidratado). Consiste en la aplicación de soluciones antitranspirantes con mayor concentración de cloruro de aluminio. Puede resultar efectivo sólo para hiperhidrosis axilar, y en menor medida para hiperhidrosis palmar y plantar. Sin embargo, es altamente probable que reseque o irrite demasiado la piel, y algunos antiguos estudios sugieren la existencia de riesgo a padecer cáncer de mama por la acción de su componente principal, el aluminio,[3] aunque otros estudios más recientes no han hallado evidencia de esta relación.[4]

- Iontoforesis. Consiste en pasar corriente eléctrica de bajo voltaje a través de la piel. La iontoforesis  hace que las proteínas superficiales de la piel se coagulen y bloqueen parcialmente los conductos sudoríparos.[5]

- Medicación oral. Pueden utilizarse algunos medicamentos anticolinergicos, como glicopirrolato y oxibutinina. Sin embargo, estos fármacos pueden provocar efectos secundarios como sequedad de boca y ojos, náuseas, arritmias y dolor de cabeza, además están contraindicados en determinadas enfermedades, por lo que solo pueden ser prescritos por el médico, valorando las circunstancias de cada paciente.

- Toxina botulínica tipo A (Bótox). El tratamiento con toxina botulínica se puede realizar en axilas, palmas de manos y planta de los pies.[6] La duración del tratamiento es de 9 a 12 meses dependiendo del paciente. Es un tratamiento muy efectivo, lo que ayuda en casos de hiperhidrosis severa a disminuir el uso de medicación oral, dado que altas dosis de medicación generan efectos secundarios como sequedad en boca y problemas en el sistema urinario.

- Simpatectomía por videotoracoscopía. Es una operación que se realiza con anestesia general. Para acceder al sistema simpático se tiene que realizar un neumotorax  artificial, es decir, meter aire en los pulmones para que se levanten y se despeguen de los ganglios nerviosos T. Se realiza a través de una única incisión de 1 cm a nivel axilar, a través de la cual se introduce un toracoscopio  con canal de trabajo. A través de dicho canal se inserta un dispositivo de electrocoagulación mediante el cual se secciona el tronco simpático a un nivel u otro dependiendo de la zona a tratar. Existe la opción de dejar un drenaje torácico durante unas horas o bien aspirar el neumotórax  yatrogénico al final de la intervención quirúrgica. La intervención en cada hemitórax suele durar unos 10 minutos, siendo en la gran mayoría de los casos un procedimiento bilateral. 
  - La sudoración compensatoria en la espalda, estómago o piernas (detrás de las rodillas o entre los muslos) puede llegar a darse en el 100 % de los simpatectomizados.[7] La sudoración compensatoria es severa en un 10 % de los simpatectomizados.[8] Para evitarla, es preferible que éstos midan más de 1,50 metros de estatura, no estén excedidos de peso y no sean muy musculosos. El éxito de la operación (tener manos con anhidrosis) supera el 90 % para los casos de hiperhidrosis palmar y axilar. Los sometidos a una simpatectomía  por sudoración facial o rubor facial tienen mayor probabilidad de tener sudoración compensatoria.[9] La simpatectomía debe ser realizada por un cirujano de tórax, ya que su especialidad permite reducir los riesgos inherentes a cualquier operación.
  - Reducción del pulso cardíaco. Los ganglios T  que se cortan también regulan los músculos que mueven el corazón.[10]
  - Reducción de la capacidad pulmonar. Se debe a que los músculos que mueven el diafragma están controlados por los ganglios T cortados en la simpatectomía.[11]
  - Dolor crónico en pectorales. Este se debe al daño de musculatura y nervios que hace el tubo endoscópico. Se da en el 50 % de los simpatectomizados.[12]
  - Extrema sensibilidad al frío. Los ganglios T regulan la vasoconstricción  de las venas de las manos.[13]
  - Anhidrosis. Sequedad total de las manos en el 98,1 % de los simpatectomizados. Muchos necesitan hidratarse con cremas.[14]
  - Sudor gustatorio. Aumento de sudor al empezar a comer. Se da en el 37,5 % de los operados.[15]
  - Síndrome de Horner (caída parcial y transitoria de uno de los párpados) que se da en el 12 % de los operados por técnica con abordaje supraclavicular, que se abandonó en la última década. En cambio, el resultado de simpatectomía por videotoracoscopia tiene un porcentaje de Horner de 1-2 % en simpatectomía T2 (para cara) y menos de 1 por mil en simpatectomía T3 (para manos) o T3-T4 (para axilas).[16]
  - Muerte. Los efectos secundarios descritos anteriormente pueden llegar a provocar, en casos muy aislados y concretos, la muerte del paciente.[17][18][19]

## Hiperhidrosis y calidad de vida
La hiperhidrosis tiene una repercusión importante sobre la calidad de vida de quienes la padecen. Se puede convivir con ella, pero a menudo puede causar estrés emocional, dificultando en ocasiones la vida personal, laboral y social del paciente, provocando a su vez que se vuelva un círculo vicioso, pues la necesidad de sentirse seco y la preocupación de oler mal  provoca más estrés del que ya se tiene ante una situación social y, por lo tanto, mayor sudoración.
En los casos más graves, el exceso de sudor provoca que las personas se vuelvan retraídas y rehúyan la actividad social, evitando situaciones donde necesitan entrar en contacto con otros, pudiendo ser una causa de fobia social. También causa dificultad en la manipulación de papeles, lápices, botones, herramientas, equipos electrónicos o instrumentos de música. La necesidad de evitar el saludo de manos obliga a muchas personas a buscar tratamiento.

## Hiperhidrosis y alimentación
La alimentación es también un factor desencadenante de la sudoración, el tipo de alimentos y su preparación, pueden afectar a la segregación de sudor de nuestro cuerpo. Existen ciertos alimentos que benefician a que sea menor y otros que producen un aumento de la misma.
Alimentos beneficiosos:
- Frutas y verduras
- Ricos en fibras y antioxidantes
- Bajos en grasa
- Proteínas magras
- Cereales integrales

Alimentos a evitar:
- Alimentos picantes
- Estimulantes (cafeína, teína y alcohol)
- Ricos en yodo
- Productos procesados e hipercalóricos
- Con exceso de azúcar